# Cândido Batista de Oliveira
Cândido Batista de Oliveira (Porto Alegre, 15 de fevereiro de 1801 — barco a vapor Pelouse, em águas baianas, 26 de maio de 1865) foi um diplomata, engenheiro e político brasileiro. Exerceu os cargos de senador pela Província do Ceará (1850 a 1865), presidente do Banco do Brasil (1859 a 1865), diretor do Jardim Botânico do Rio de Janeiro (1851 a 1859) e deputado geral pela Província do Rio Grande do Sul (1830 a 1834). Foi ainda ministro de Estado por breves períodos e membro do Conselho de Estado.
Oliveira foi o principal defensor da implementação do sistema métrico no Brasil.

## Família e educação
Oliveira nasceu em Porto Alegre, na Província do Rio Grande do Sul. Era filho de Francisco Batista dos Anjos e de Francista Cândida de Oliveira. Seus pais destinaram-o aos estudos eclesiásticos. Em 1817, ingressou no Seminário São José, no Rio de Janeiro, cursando humanidades. Sem vocação para o sacerdócio, mudou-se para Portugal em 1820, onde cursou matemática e filosofia na Universidade de Coimbra. Em 1824, tornou-se bacharel. No ano seguinte, continuou seus estudos na França.
Na França, Oliveira estudou na École Nationale des Ponts et Chaussées, onde realizou vários cursos. Outras fontes referem que teria estudado na Escola Politécnica, em Paris. Foi amigo e discípulo de François Jean Dominique Arago. Também criou laços com o físico e astrônomo Domingos Francisco Arago.

## Carreira
De regresso ao Brasil, em 1827, Oliveira foi lente da Escola Militar, onde seria, mais tarde, catedrático de mecânica racional, aposentando-se em 1847. Ingressou no Partido Conservador e foi eleito deputado geral pelo Rio Grande do Sul, em 1830. Depois foi nomeado inspetor geral do Tesouro Nacional. No cargo, exerceu atividades importantes ligadas às finanças públicas, eventualmente tornando-se um especialista na área.
Oliveira pode ser considerado o mais ferrenho defensor da adoção do “Systema Métrico Francêz” pelo Brasil, tendo dedicado mais de três décadas de sua vida a esta iniciativa. No dia 12 de junho de 1830 foi apresentada no parlamento do Império do Brasil a proposta do jovem deputado gaúcho para a adoção imediata das unidades métricas do sistema francês no país.
Em 1834, Oliveira deixou o cargo no Tesouro Nacional por motivo de saúde, sendo nomeado em 1835 ministro junto à Sardenha. Em 1839 foi chamado para ministro da Fazenda e de Estrangeiros. Novamente por motivo de saúde, foi nomeado ministro em São Petersburgo e, depois, em 1843, em Viena.
De volta ao Brasil, retomou o ensino na Escola Militar e, em 1844, foi chamado como ministro da Marinha, onde permaneceu um ano, tendo neste período criado o corpo de fuzileiros navais. Deixou o ministério em 1848 (ver Gabinete Alves Branco) e foi encarregado do levantamento topográfico da fronteira sul do Brasil, terminado em 1849.
Amigo do imperador Dom Pedro II, Oliveira integrou o Conselho de Estado. Em 1851, foi designado diretor do Jardim Botânico do Rio de Janeiro, função que ocupou até 1859. No mesmo ano, foi nomeado diretor e presidente do Banco do Brasil, ali permanecendo até sua morte, em 1865. Como senador do Império, representou a Província do Ceará de 1850 até sua morte.

## Obras
Oliveira foi autor de vários trabalhos de literatura, economia e política, entre eles o Systema Financial. O escopo de seu trabalho era abrangente, incluindo escritos econômicos, trabalhos matemáticos e astronômicos, manuais e tabelas sobre o sistema métrico decimal, bem como escritos com uma defesa moderada do abolicionismo.
Na década de 1850, Oliveira foi o fundador e editor da Revista Brazilera. A publicação tratava trimestralmente de ciências, letras e artes. Em 1856, participou da fundação da sociedade Palestra Científica do Rio de Janeiro. Foi também sócio de diversas agremiações, entre elas o Instituto Histórico e Geográfico Brasileiro.
Publicações
- Compêndio de aritmética composto para uso das escolas primárias do Brasil. Rio de Janeiro: Tipografia Nacional. 1832. 49 páginas
- A escravatura no Brasil e a época provável de sua extinção. São Petersburgo: [s.n.] 1842
- Reconhecimento topográfico da fronteira do Império do Brasil na província de São Pedro do Rio Grande do Sul na parte confinante com o Estado Oriental do Uruguai. Rio de Janeiro: [s.n.] 1850
- Apontamentos sobre alguns fatos importantes da conquista do Rio da Prata pelos espanhóis. Rio de Janeiro: [s.n.] 1851
- Sistema métrico decimal. Rio de Janeiro: [s.n.] 1865
- Memória sobre a teoria da orientação do plano oscilatório do pêndulo simples e sua aplicação à determinação aproximada do achatamento esferóide terrestre. Rio de Janeiro: Revista Brasileira. 1857–1861
- Parecer sobre a memória do coronel J. J. Machado de Oliveira sobre a questão de limites entre o Brasil e Montevidéo, 1853. Rio de Janeiro: Revista do Instituto Histórico e Geográfico Brasileiro. 1853

## Morte
Em 26 de maio de 1865 Oliveira morreu a bordo do barco a vapor Pelouse, durante viagem para a França, onde realizaria tratamentos médicos. No momento, a embarcação navegava em águas pertencentes à Província da Bahia.